# Proiphys
Proiphys is een geslacht uit de narcisfamilie (Amaryllidaceae). De soorten komen voor van Thailand tot in Noord- en Noordoost-Australië.

## Soorten
- Proiphys alba (R.Br.) Mabb.
- Proiphys amboinensis (L.) Herb.
- Proiphys cunninghamii (Aiton ex Lindl.) Mabb.
- Proiphys infundibularis D.L.Jones & Dowe
- Proiphys kimberleyensis M.D.Barrett & R.L.Barrett

... · 
Acis · 
Amaryllis · 
Boophone · 
Clivia · 
Crinum (Haaklelie) · 
Galanthus (Sneeuwklokje) · 
Hippeastrum · 
Hymenocallis · 
Leucojum (Narcisklokje) · 
Narcissus (Narcis) · 
Pancratium · 
Scadoxus · 
Sprekelia · 
Sternbergia · 
...